# Појас из Лазареве пећине
Појас из Лазареве пећине је композитни бронзани појас, односно појасна гарнитура израђена у техници ливења са накнадном обрадом спољне површине састоји се од шест копчи правоугаоног пресека, копче из два дела на крајевима од којих се један завршава кружним колутом, а други је повијен тако да могу да се споје, као и од шездесет дужих, спирално увијених цевчица - салталеона. Чланци појаса су неједнаке ширине и вероватно су ливени у засебним калупима. Правоугаоне плочице украшене су техником ажурирања, тако што су наизменичним пробијањем малих троугаоних поља добијена два низа уских цик-цак трака у позитиву, затим урезивањем концентричних кружића са тачком у средини и цизелирањем плитке неправилно таласасте линије изведене после ливења (злотски декоративни стил). Поменути салталеони, који су, такође, припадали појасној гарнитури, сачувани цели или у фрагментима, пружају могућност да се у целини реконструише изглед овог јединственог налаза (једини готово у потпуности очуван предмет ове врсте на Балкану, односно југоисточној Европи.

## Културна, хронолошка и етничка припадност
Појас типа Злот из Лазареве пећине припада типу појасева распрострањених на широј територији од јужне Мађарске на северу (Беременд) до Косова (Карагач) и јужне Грчке на југу (Олимпија, Перахора) и од северозападне Бугарске (околина Враца и Видина, Панађуриште, Дебнево, Мезек, Мизија, Созопољ) и југозападне Румуније (Балта Верде, Фериђиле, Дренцова) на истоку до Доње Долине у северној Босни на западу. Они су карактеристични за млађе фазе старијег гвозденог доба (VI-V век пре нове ере) и припадају млађој фази тзв. Басараби културе, чији су носиоци у овим крајевима били Трибали или сродна трибалска племена. Појас из Лазареве пећине код Злота, припада управо овом кругу налаза, а због своје раскошности припадао је некој високој племенској личности и представљао је обележје привилегије.